# T.I.
Clifford Joseph Harris Jr. (Atlanta, Georgia, 25 september 1980), beter bekend onder zijn artiestennaam T.I. en zijn alter ego T.I.P., is een Amerikaanse rapper, songwriter, acteur, muziekproducent en co-bestuursvoorzitter van platenmaatschappij Grand Hustle Records.

## Achtergrond
T.I., zoon van Violetta Morgan en Clifford Harris Sr., groeide op in Bankhead, een buurt in Atlanta, Georgia. Zijn aanvankelijke artiestennaam, T.I.P., stamt af van de bijnaam die zijn grootvader hem gaf, "Tip". T.I. kwam voor het eerst in aanraking met hiphop toen hij zeven was. Tegen de tijd dat hij elf was, besloot hij dat hij een carrière als rapper wilde. Op zijn negentiende tekende hij zijn eerste platencontract.
Door zijn Zuidelijk-Amerikaanse dialect verwarden veel fans zijn naam met "Chip", waardoor hij het begon te spellen in zijn nummers als "T.I.P.". Toen hij in 2001 bij Arista Records' dochteronderneming LaFace Records een platencontract tekende, verkortte hij zijn naam tot "T.I.", uit respect voor de rapper Q-Tip, die door dezelfde platenmaatschappij gecontracteerd was.
T.I. wordt ook wel de "Rubberband Man" genoemd, een verwijzing naar de illegale drugshandel (iemand die hier veel geld mee verdient en veel elastiekjes ("rubberbands") bij zich heeft om zijn geld bij elkaar te houden, vaak de leider van een bende drugshandelaren). Ook noemt hij zichzelf wel "King of the South", wat enige opschudding veroorzaakte onder rappers uit de zuidelijke staten, zoals Lil' Flip en Ludacris.
Hij schrijft een groot deel van Bow Wows teksten. Zo schreef hij een derde van Bow Wows derde album Unleashed en schreef hij ook het derde vers en refrein van Bow Wows hitsingle "Let's Get Down". Ook heeft T.I. teksten geschreven voor artiesten als Diddy en Lil' Kim.
Zijn achtste studioalbum, Trouble Man, zou in 2012 moeten uitkomen.

## Overige bezigheden

### P$C
T.I. is ook de leider van de rapgroep P$C uit Atlanta, die hem ondersteunde in veel nummers en mixtapes. De letters "PSC" zijn een acroniem voor "Pimp Squad Click".
Pimp Squad Click bracht op 20 september 2005 bij Atlantic Records zijn eigen album 25 To Life uit. Hiervan werden 177.597 stuks verkocht.
De rapgroep is momenteel inactief. T.I. wil volgens eigen zeggen dat al zijn artiesten hun eigen album hebben voor hij zich kan concentreren op P$C.

### Grand Hustle Records
T.I. begon Grand Hustle Records (een dochterlabel van Atlantic Records) in 2003 met zijn manager Jason Geter. De twee besloten dit label op te zetten kort nadat T.I. ontslagen was door Arista Records. Hij breidde zijn label uit met "Grand Hustle Films", waar momenteel twee films onder worden geproduceerd.

### Acteerwerk
In de lente van 2006 was T.I. te zien in zijn eerste film: ATL. In de film speelde onder anderen Lauren London, Andre Patton (Big Boi van het rapduo OutKast), Evan Ross, Mykelti Williamson, Jason Weaver en Keith David. De film werd door onder anderen Tionne Watkins en Will Smith geproduceerd en geregisseerd door Christopher Robinson, een bekende regisseur van rapvideoclips. T.I. speelt in deze film een 17-jarige wees op de middelbare school. In het eerste weekend bracht deze film in Amerika 11,5 miljoen dollar op, en uiteindelijk 21,2 miljoen.
T.I. speelde ook in de Ridley Scott-film American Gangster. De hoofdrollen werden vertolkt door de met een Oscar bekroonde acteurs Denzel Washington en Russell Crowe. De film is gebaseerd op het leven van de Amerikaanse drugsbaron Frank Lucas, die in de jaren zeventig drugs van Vietnam naar Amerika smokkelde. T.I. speelde in deze film het neefje van Frank Lucas. T.I. vond het een eer samen te werken met acteurs die een Oscar hadden verdiend en hij gaf aan er veel van geleerd te hebben. De film ging op 31 oktober 2007 in Nederland in première tijdens het Leids Film Festival. Het was tevens de openingsfilm van het vijf dagen durende festival.
T.I. heeft tevens een eigen filmmaatschappij, Grand Hustle Films. In de film Takers uit 2010, medegeproduceerd door hemzelf en uitgebracht door Grand Hustle Films and Rainforest Films, speelde T.I. een rol. Takers bracht in Amerika in het eerste weekend 20,5 miljoen dollar op.
T.I. is tevens producent en werkt vaak samen met andere rappers. Hij maakte beats voor onder meer Mariah Carey, Cassidy, Yung Joc.

## Discografie

### Albums
| Album met eventuele hitnotering(en) in de Nederlandse Album Top 100 | Datum van verschijnen | Datum van binnenkomst | Hoogste positie | Aantal weken | Opmerkingen |
| ------------------------------------------------------------------- | --------------------- | --------------------- | --------------- | ------------ | ----------- |
| I'm serious                                                         | 2001                  | -                     |                 |              |             |
| Trap muzik                                                          | 2003                  | -                     |                 |              |             |
| Urban legend                                                        | 2004                  | -                     |                 |              |             |
| King                                                                | 28-03-2006            | -                     |                 |              |             |
| T.I. vs. T.I.P.                                                     | 29-06-2007            | 14-07-2007            | 92              | 1            |             |
| Paper trail                                                         | 26-09-2008            | 04-10-2008            | 60              | 12           |             |
| No mercy                                                            | 07-12-2010            | -                     |                 |              |             |

| Album met hitnotering(en) in de Vlaamse Ultratop 200 albums | Datum van verschijnen | Datum van binnenkomst | Hoogste positie | Aantal weken | Opmerkingen |
| ----------------------------------------------------------- | --------------------- | --------------------- | --------------- | ------------ | ----------- |
| Paper trail                                                 | 2008                  | 11-10-2008            | 86              | 2            |             |

### Singles
| Single met eventuele hitnotering(en) in de Nederlandse Top 40 | Datum van verschijnen | Datum van binnenkomst | Hoogste positie | Aantal weken | Opmerkingen                                                                                    |
| ------------------------------------------------------------- | --------------------- | --------------------- | --------------- | ------------ | ---------------------------------------------------------------------------------------------- |
| Soldier                                                       | 2005                  | 05-02-2005            | 10              | 8            | met Destiny's Child & Lil Wayne / Nr. 13 in de Single Top 100                                  |
| Why You Wanna                                                 | 2006                  | 03-06-2006            | tip3            | -            | Nr. 43 in de Single Top 100                                                                    |
| My love                                                       | 2006                  | 18-11-2006            | 12              | 7            | met Justin Timberlake & Timbaland / Nr. 19 in de Single Top 100                                |
| Whatever You Like                                             | 2008                  | 15-11-2008            | 25              | 7            | Nr. 45 in de Single Top 100                                                                    |
| Live your life                                                | 2008                  | 29-11-2008            | 5               | 11           | met Rihanna / Nr. 21 in de Single Top 100                                                      |
| Dead and gone                                                 | 2009                  | 04-04-2009            | 22              | 5            | met Justin Timberlake / Nr. 20 in de Single Top 100                                            |
| Got your back                                                 | 2010                  | 11-09-2010            | tip11           | -            | met Keri Hilson / Nr. 81 in de Single Top 100                                                  |
| Blurred lines                                                 | 2013                  | 13-04-2013            | 1(11wk)         | 29           | met Robin Thicke & Pharrell / Nr. 1 in de Single Top 100 / Alarmschijf / Hit van het jaar 2013 |

| Single met hitnotering(en) in de Vlaamse Ultratop 50 | Datum van verschijnen | Datum van binnenkomst | Hoogste positie | Aantal weken | Opmerkingen                                              |
| ---------------------------------------------------- | --------------------- | --------------------- | --------------- | ------------ | -------------------------------------------------------- |
| Soldier                                              | 2005                  | 26-02-2005            | 18              | 9            | met Destiny's Child & Lil Wayne                          |
| Why you wanna                                        | 2006                  | 22-07-2006            | tip6            | -            |                                                          |
| My love                                              | 2006                  | 25-11-2006            | 16              | 17           | met Justin Timberlake                                    |
| Whatever you like                                    | 2008                  | 01-11-2008            | tip20           | -            |                                                          |
| Live your life                                       | 2008                  | 06-12-2008            | 15              | 12           | met Rihanna                                              |
| Dead and gone                                        | 2009                  | 21-03-2009            | 28              | 8            | met Justin Timberlake                                    |
| Hello good morning                                   | 2010                  | 10-07-2010            | tip12           |              | met Diddy-Dirty Money                                    |
| Got your back                                        | 2010                  | 11-09-2010            | tip21           | -            | met Keri Hilson                                          |
| Blurred lines                                        | 2013                  | 20-04-2013            | 1(1wk)          | 34           | met Robin Thicke & Pharrell / Nr. 1 in de Radio 2 Top 30 |
| I wish                                               | 2013                  | 19-10-2013            | tip34           |              | met Cher Lloyd                                           |
| Change your life                                     | 2013                  | 02-11-2013            | tip56           |              | met Iggy Azalea                                          |
| No mediocre                                          | 2014                  | 19-07-2014            | tip19           |              | met Iggy Azalea                                          |
| Ye vs. The People                                    | 2018                  | 05-05-2018            | tip             |              | met Kanye West als The People                            |

- 2001: "I'm Serious" (met Beenie Man)
- 2003: "24's"
- 2003: "Be Easy"
- 2003: "Rubberband Man"
- 2003: "Let's Get Away" (met Jazze Pha)
- 2004: "Bring Em Out"
- 2004: "U Don't Know Me"
- 2005: "A.S.A.P."
- 2005: "Motivation"
- 2006: "Front Back" (met UGK)
- 2006: "What You Know"
- 2006: "Why You Wanna"
- 2006: "Live In The Sky" (met Jamie Foxx)
- 2006: "Top Back"
- 2007: "Big Things Poppin' (Do It)"
- 2007: "You Know What It Is"
- 2007: "Touchdown" (met Eminem)
- 2007: "Hurt"
- 2008: "No Matter What"
- 2008: "Whatever You Like"
- 2008: "Live your Life" (Rihanna met T.I.)
- 2008: "Dead And Gone" (Justin Timberlake met T.I.)
- 2010: "Hell Of A Life"
- 2010: "Got Your Back" (met Keri Hilson)
- 2010: "I'm Back"
- 2011: "No Mercy"

### Gastoptredens
- 2003: "Neva Scared" (BoneCrusher met T.I. en Killer Mike)
- 2004: "Soldier" (Destiny's Child met T.I. en Lil Wayne)
- 2004: "Round Here" (Memphis Bleek met T.I. & Trick Daddy)
- 2005: "3 Kings" (Slim Thug met T.I. & Bun B)
- 2005: "Touch" (Amerie met T.I.)
- 2006: "Shoulder Lean" (Young Dro met T.I.)
- 2006: "My Love" (Justin Timberlake met T.I.)
- 2006: "Pac's Life" (Tupac met T.I. en Ashanti)
- 2007: "I'm a Flirt [Remix]" (R. Kelly met T.I. en T-Pain)
- 2007: "We Takin' Over" (DJ Khaled met Akon, T.I., Rick Ross, Fat Joe, Baby, en Lil Wayne)
- 2007: "Whatever U Like" (Nicole Scherzinger met T.I.)
- 2013: "Tik Tik Boom" (Britney Spears met T.I.)
- 2013: "Jewels nd Drugs"(Lady Gaga met T.I.)

### Gezamenlijke singles
- 2005: "I'm a King" (als Big Kuntry King, met Lil Scrappy)
- 2005: "Do Ya Thang" (als P$C, met Young Dro)
- 2005: "Set It Out" (als P$C)
- 2008: "I'll be loving you long time" (als P$C, met Mariah Carey)

### NPO Radio 2 Top 2000
| Nummer met noteringen in de NPO Radio 2 Top 2000     | '13 | '14 | '15 | '16  | '17 | '18  | '19  | '20  |
| ---------------------------------------------------- | --- | --- | --- | ---- | --- | ---- | ---- | ---- |
| Blurred Lines (met Robin Thicke & Pharrell Williams) | 571 | 674 | 997 | 1543 | -   | 1786 | 1894 | 1972 |

1. ↑  Een '-' betekent dat het nummer niet was genoteerd en een vetgedrukt getal geeft de hoogste notering aan.
2. ↑  2013 was het eerste jaar met een notering voor dit nummer.
3. ↑  Deze tabel is bijgewerkt tot en met de laatste editie (2024).

## Filmografie

### Televisie
- 2005: The O.C....Zichzelf
- 2005: Punk'd...Zichzelf
- 2008: Entourage...Zichzelf

### Film
- 2008: Untitled T.I. Used Car Project
- 2008: Ballers...(nog onbekend)
- 2008: Once Was Lost...(nog onbekend)
- 2007: American Gangster...Frank Lucas z'n neefje
- 2006: ATL...Rashad Swann
- 2010: Takers...Ghost
- 2013: Identity Theft
- 2015: Dope...Dom
- 2015: Ant-Man
- 2018: Ant-Man and the Wasp